# Lijst van nummer 1-hits in Wallonië in 2013
Deze hits stonden in 2013 op nummer 1 in de Waalse Ultratop 50, de bekendste hitlijst in Wallonië.
| Datum        | Artiest                       | Titel          |
| ------------ | ----------------------------- | -------------- |
| 5 januari    | PSY                           | Gangnam style  |
| 12 januari   | PSY                           | Gangnam style  |
| 19 januari   | will.i.am & Britney Spears    | Scream & shout |
| 26 januari   | will.i.am & Britney Spears    | Scream & shout |
| 2 februari   | will.i.am & Britney Spears    | Scream & shout |
| 9 februari   | will.i.am & Britney Spears    | Scream & shout |
| 16 februari  | will.i.am & Britney Spears    | Scream & shout |
| 23 februari  | Macklemore, Ryan Lewis & Wanz | Thrift shop    |
| 2 maart      | Macklemore, Ryan Lewis & Wanz | Thrift shop    |
| 9 maart      | Macklemore, Ryan Lewis & Wanz | Thrift shop    |
| 16 maart     | Macklemore, Ryan Lewis & Wanz | Thrift shop    |
| 23 maart     | Macklemore, Ryan Lewis & Wanz | Thrift shop    |
| 30 maart     | Macklemore, Ryan Lewis & Wanz | Thrift shop    |
| 6 april      | Macklemore, Ryan Lewis & Wanz | Thrift shop    |
| 13 april     | Macklemore, Ryan Lewis & Wanz | Thrift shop    |
| 20 april     | Maître Gims                   | J'me tire      |
| 27 april     | Daft Punk & Pharrell Williams | Get lucky      |
| 4 mei        | Daft Punk & Pharrell Williams | Get lucky      |
| 11 mei       | Daft Punk & Pharrell Williams | Get lucky      |
| 18 mei       | Daft Punk & Pharrell Williams | Get lucky      |
| 25 mei       | Daft Punk & Pharrell Williams | Get lucky      |
| 1 juni       | Daft Punk & Pharrell Williams | Get lucky      |
| 8 juni       | Daft Punk & Pharrell Williams | Get lucky      |
| 15 juni      | Stromae                       | Formidable     |
| 22 juni      | Stromae                       | Formidable     |
| 29 juni      | Stromae                       | Formidable     |
| 6 juli       | Stromae                       | Formidable     |
| 13 juli      | Stromae                       | Formidable     |
| 20 juli      | Stromae                       | Formidable     |
| 27 juli      | Stromae                       | Formidable     |
| 3 augustus   | Stromae                       | Papaoutai      |
| 10 augustus  | Stromae                       | Papaoutai      |
| 17 augustus  | Avicii                        | Wake me up     |
| 24 augustus  | Stromae                       | Papaoutai      |
| 31 augustus  | Martin Garrix                 | Animals        |
| 7 september  | Martin Garrix                 | Animals        |
| 14 september | Martin Garrix                 | Animals        |
| 21 september | Martin Garrix                 | Animals        |
| 28 september | Martin Garrix                 | Animals        |
| 5 oktober    | Martin Garrix                 | Animals        |
| 12 oktober   | Martin Garrix                 | Animals        |
| 19 oktober   | Martin Garrix                 | Animals        |
| 26 oktober   | Martin Garrix                 | Animals        |
| 2 november   | Martin Garrix                 | Animals        |
| 9 november   | Martin Garrix                 | Animals        |
| 16 november  | DVBBS & Borgeous              | Tsunami        |
| 23 november  | Lorde                         | Royals         |
| 30 november  | Stromae                       | Tous les mêmes |
| 7 december   | Stromae                       | Tous les mêmes |
| 14 december  | Stromae                       | Tous les mêmes |
| 21 december  | Avicii                        | Hey brother    |
| 28 december  | Stromae                       | Tous les mêmes |